# Albany (Texas)
Albany é uma cidade localizada no estado norte-americano do Texas, no Condado de Shackelford.

## Demografia
Segundo o censo norte-americano de 2000, a sua população era de 1921 habitantes.
Em 2006, foi estimada uma população de 1851, um decréscimo de 70 (-3.6%).

## Geografia
De acordo com o United States Census Bureau tem uma área de
3,8 km², dos quais 3,8 km² cobertos por terra e 0,0 km² cobertos por água. Albany localiza-se a aproximadamente 431 m acima do nível do mar.

## Localidades na vizinhança
O diagrama seguinte representa as localidades num raio de 40 km ao redor de Albany.